# Cramlington
Cramlington este un oraș în comitatul Northumberland, regiunea North East, Anglia. Orașul se află în districtul Blyth Valley.